# Il medico di campagna (film 1909)
Il medico di campagna (The Country Doctor) è un cortometraggio muto del 1909 scritto e diretto da David W. Griffith. Il film fu prodotto e distribuito dalla Biograph Company.

## Trama
Il dottor Harcourt vive serenamente in una pacifica valle felice. Un giorno, però, la piccola Edith si ammala. Dapprima il medico pensa che la moglie sia un po' troppo allarmista e apprensiva, preoccupandosi troppo della salute della figlia, ma poi Harcourt si rende conto che le cose si stanno facendo serie. Intanto una povera donna chiede l'aiuto del dottore per assistere la figlia gravemente ammalata. Harcourt, nonostante le preghiere della moglie che lo vuole tenere al capezzale di Edith, lascia la casa per andare dall'altra bambina.

## Produzione
il film - girato nei Biograph Studio di Manhattan (New York City)  e a Greenwich (Connecticut) -  fu prodotto dalla Biograph Company. Le riprese furono effettuate il 29 e 31 maggio e poi il 7 giugno 1909.

## Distribuzione
il film - un cortometraggio di una bobina distribuito dalla Biograph - uscì nelle sale l'8 luglio 1909. Copie del film sono conservate negli archivi del Museum of Modern Art (un negativo in nitrato a 35 mm) e in quelli della Library of Congress (un positivo in 35 mm).
Il cortometraggio, il 7 settembre 2004, è uscito in DVD in un cofanetto della National Film Preservation Foundation DVD edition, contenente 50 film, distribuito dalla  Image Entertainment (didascalie solo con testi inglesi).

### Data di uscita
IMDb
- USA	8 luglio 1909
- USA    2002   DVD
- USA   2008   DVD

Alias
- The Country Doctor	USA (titolo originale)
- Il medico di campagna	Italia